# Otavice (Słowenia)
Otavice – wieś w Słowenii, w gminie Ribnica. W 2018 roku liczyła 123 mieszkańców.